# トロント市地下鉄
トロント地下鉄（英称：Toronto subway）は、カナダのトロントにある、トロント交通局が運営する地下鉄である。

## 概要
1954年にカナダ初の地下鉄として開業し、その後、路線は延伸され3路線が運行中である。また、エグリントン線とフィンチ・ウェスト線が5番目、6番目の路線としてLRTタイプ、オンタリオ線がライトメトロタイプの路線として建設中である。

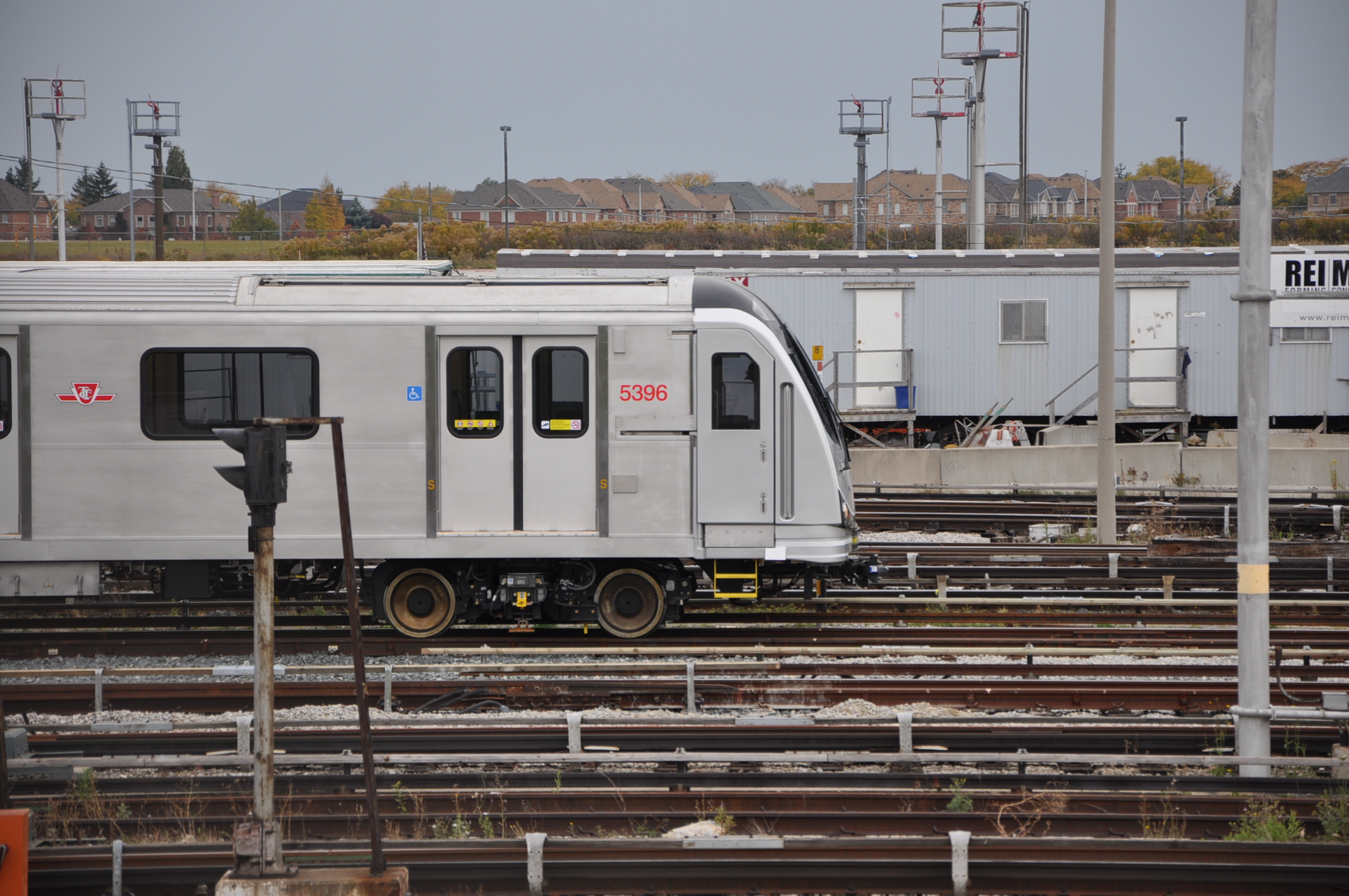
最新型車両1

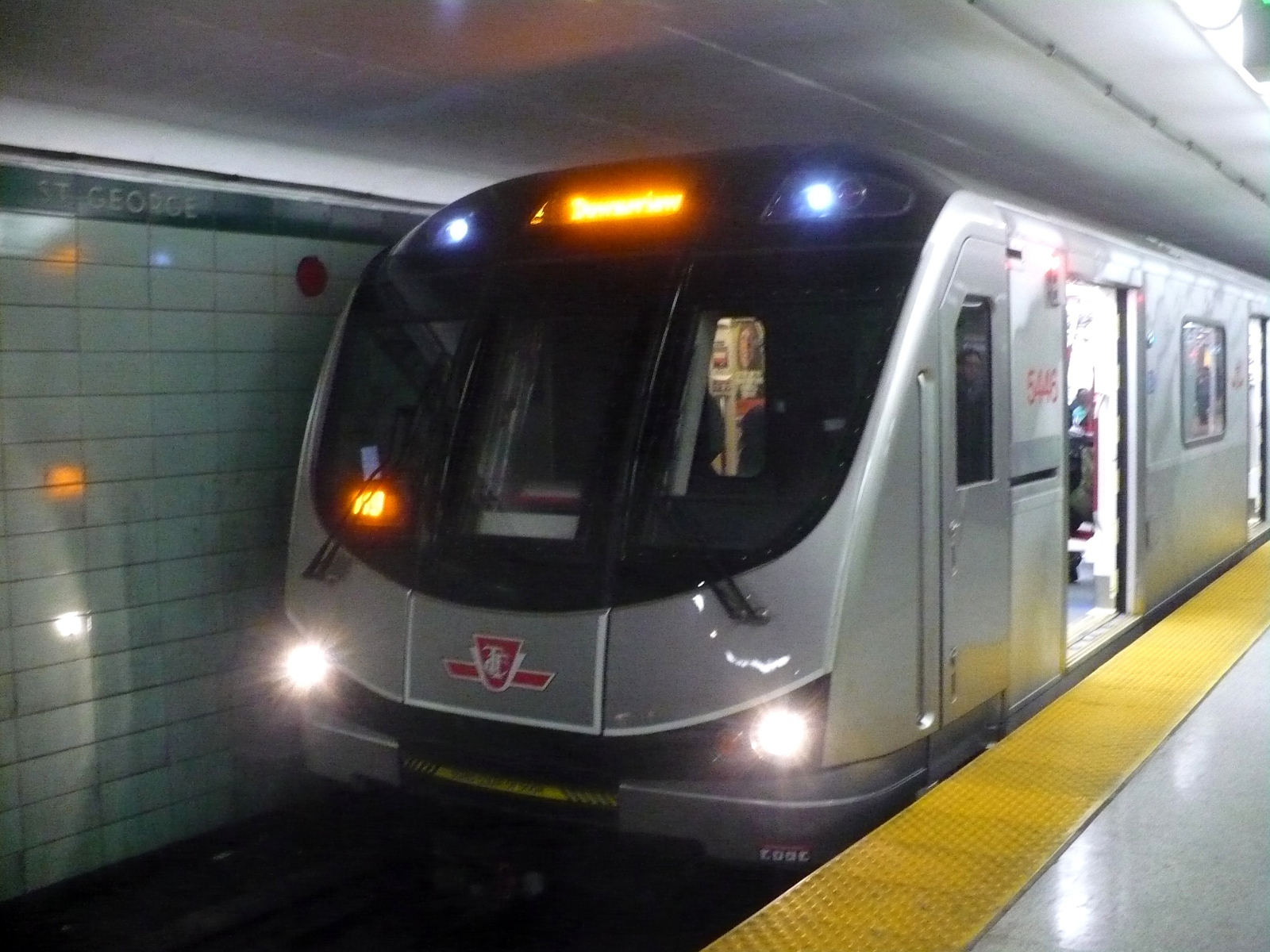
最新型車両2

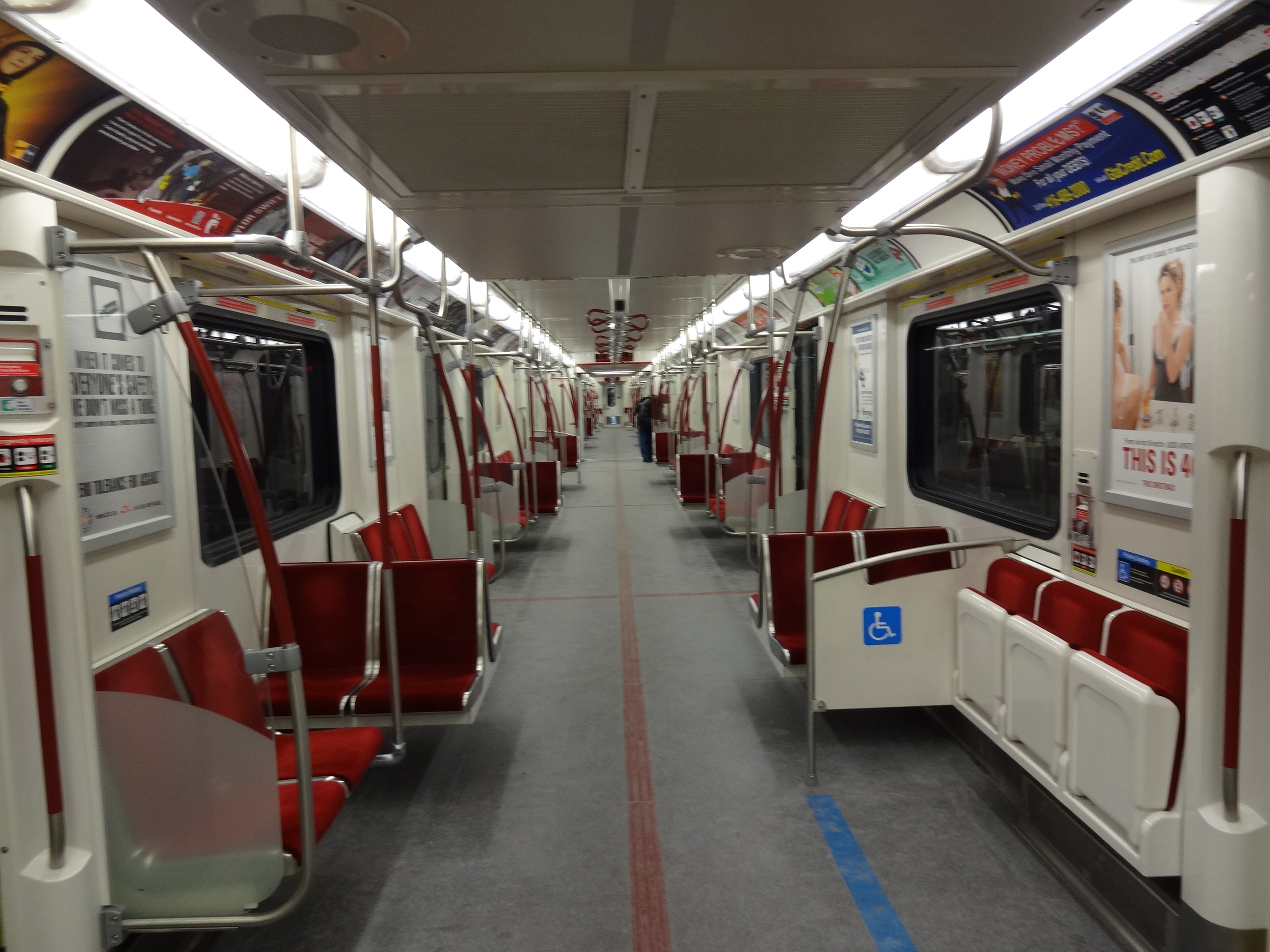
最新型車両のトロントロケットの内装

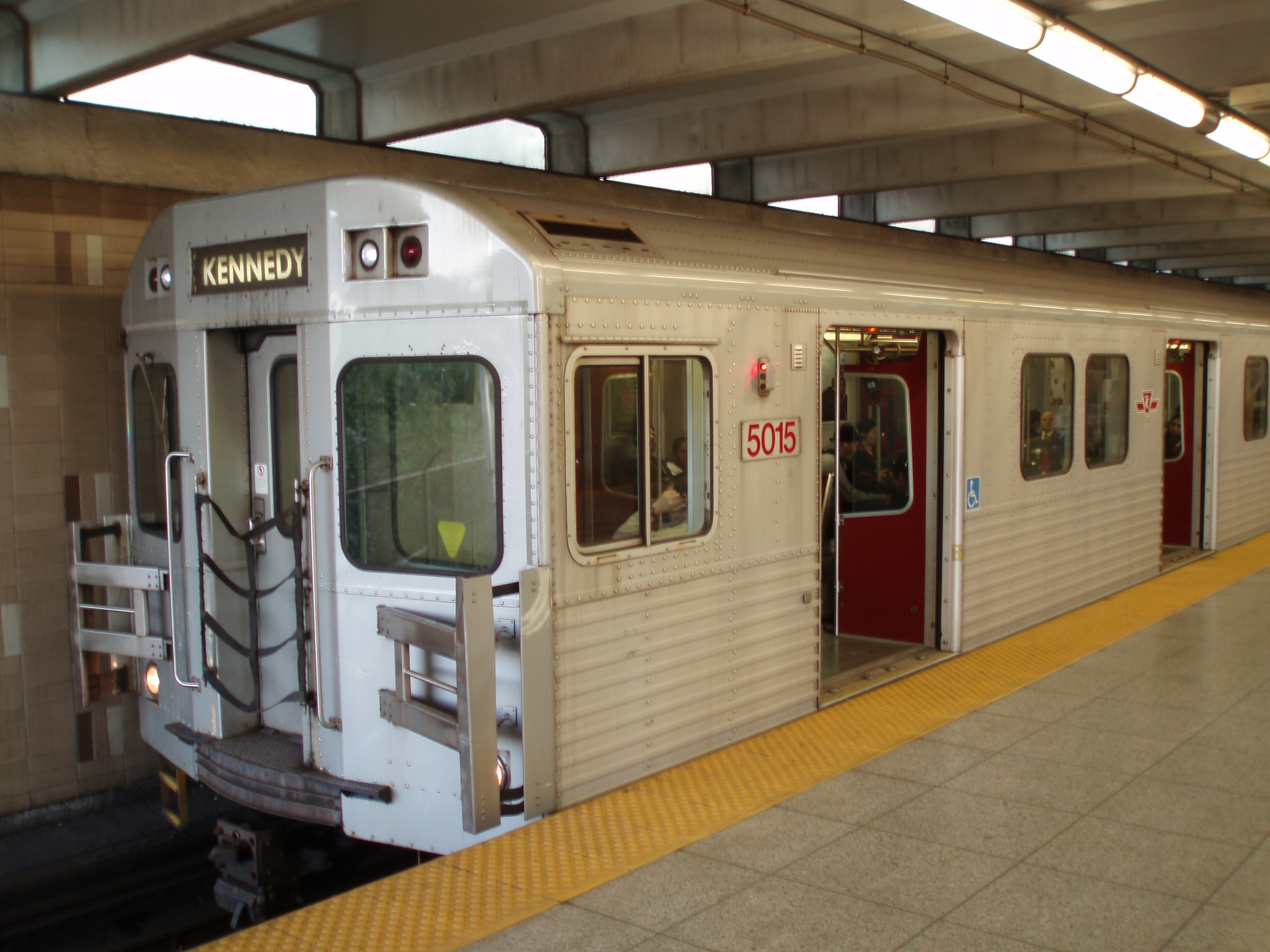
1995年に導入されたT1地下鉄車両

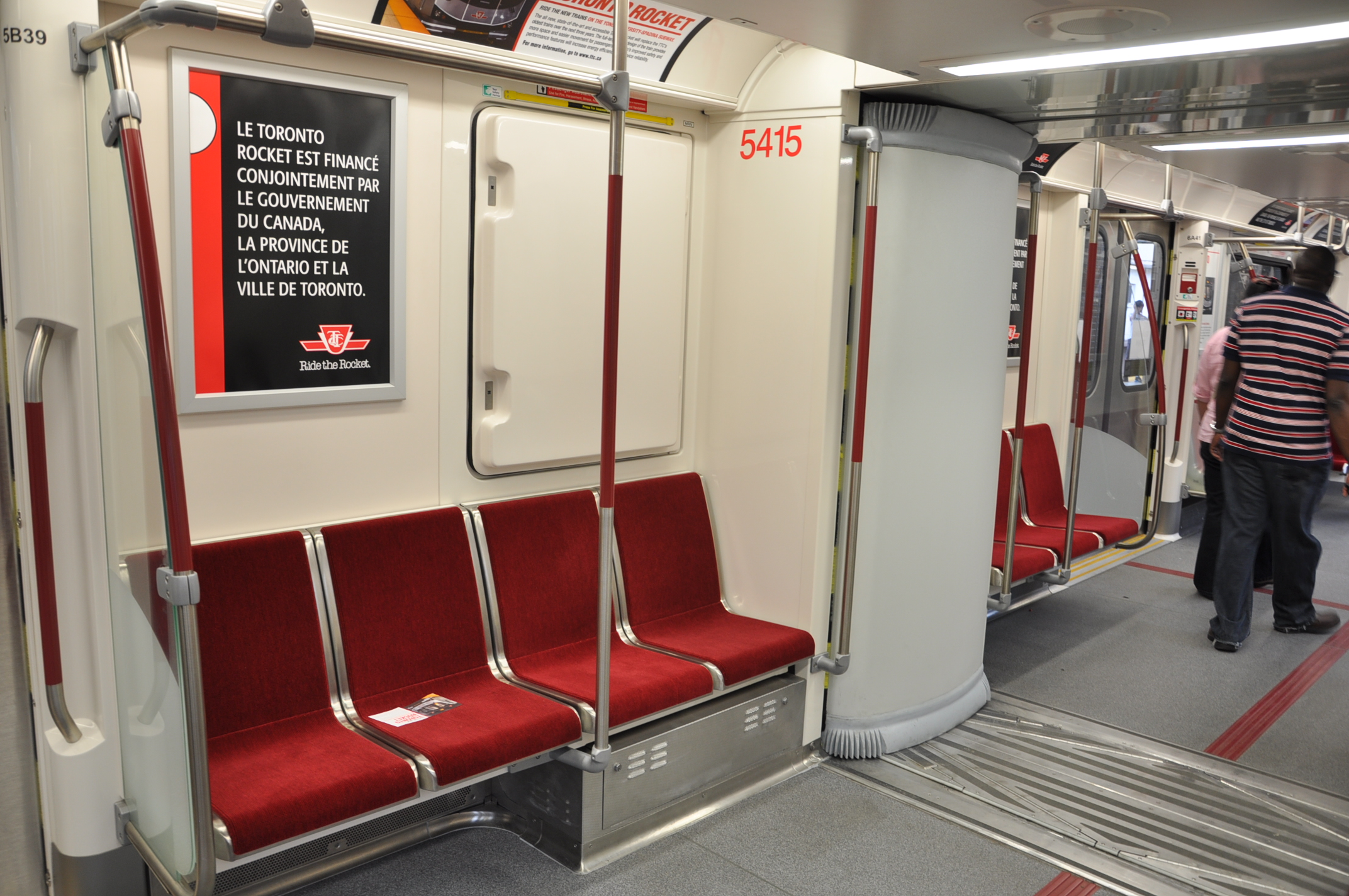
最新型車両の連結部分

## 歴史
1954年にカナダ初の地下鉄としてヤング線としてエグリントン駅とユニオン駅間の12駅がヤング・ストリートに沿って開通した。当初は市電の地下化路線として計画がすすめられたが、後に本格的な地下鉄路線としての整備に変更された。1966年にはブロア・ダンフォース線が開通。1985年にはスカボロー線が開通。2002年にはシェパード線が開通した。2023年7月にスカボロー線が廃線となった。

## 路線と駅

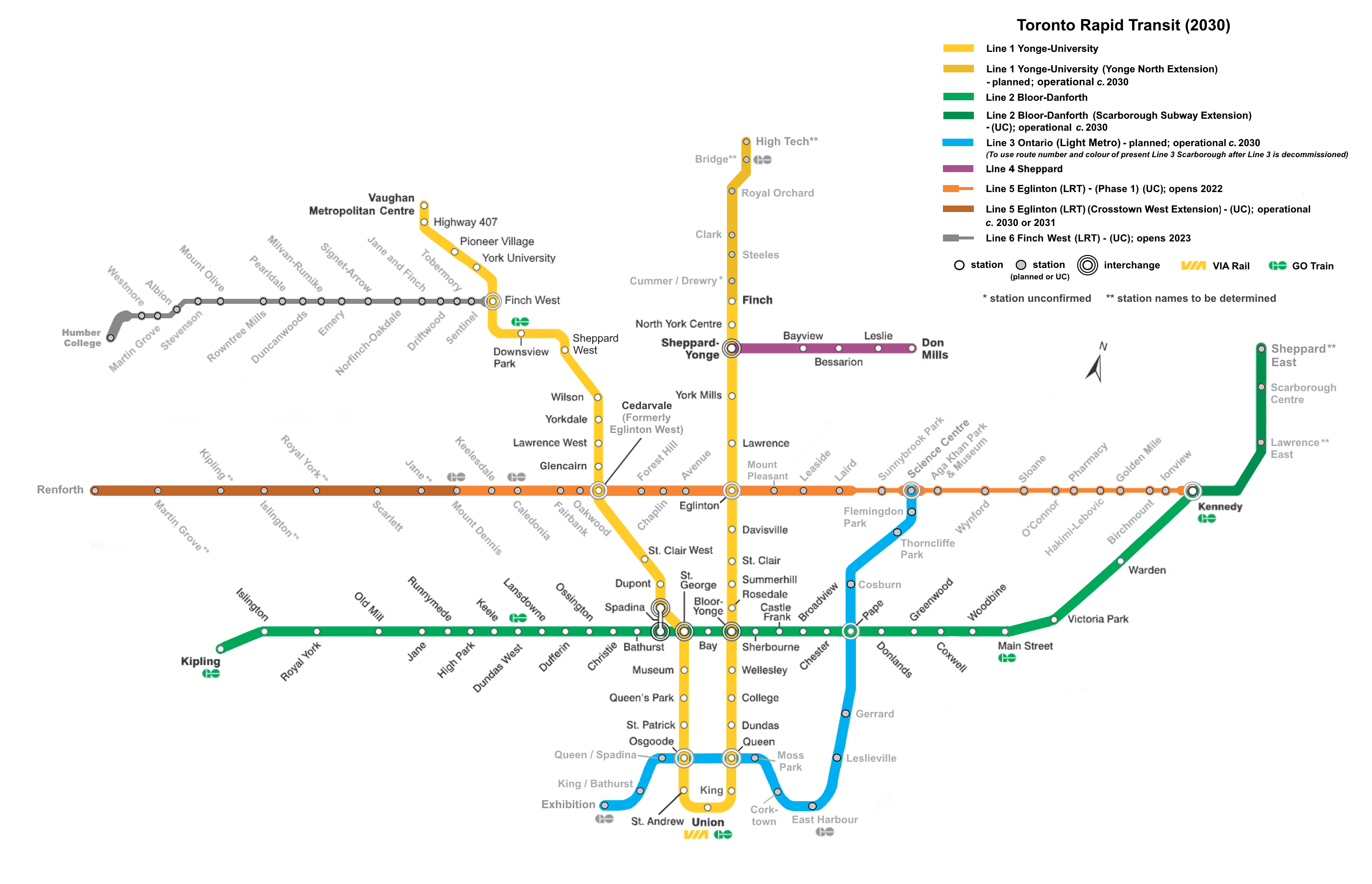
2030年の地下鉄路線図

| 番号  | 路線名                   | 種類         | 開業年       | 距離    | 駅数 | 区間                         |
| ----- | ------------------------ | ------------ | ------------ | ------- | ---- | ---------------------------- |
| 1号線 | ヤング・ユニヴァーシティ | 地下鉄       | 1954年       | 38.8 km | 38   | Vaughan Metro Centre ↔ Finch |
| 2号線 | ブロア・ダンフォース     | 地下鉄       | 1966年       | 26.2 km | 31   | Kipling ↔ Kennedy            |
| 3号線 | オンタリオ               | 地下鉄       | 2031年(予定) | 15.6 km | 15   | Science Centre ↔ Exhibition  |
| 4号線 | シェパード               | 地下鉄       | 2002年       | 5.5 km  | 5    | Sheppard–Yonge ↔ Don Mills   |
| 5号線 | エグリントン             | ライトレール | 2024年(予定) | 19 km   | 25   | Mount Dennis ↔ Kennedy       |
| 6号線 | フィンチ・ウェスト       | ライトレール | 2024年(予定) | 11 km   | 18   | Humber College ↔ Finch West  |

※ <T>のマークのある駅では、陸上機関への乗継ぎにトランスファー・チケット（乗換票）が必要である。

### 一号線・ヤング・ユニヴァーシティ線
1954年に開業、最近では1996年に拡張。8.6 km、6駅が2017年12月17日に開業した。U字型の路線を描く。ラインカラーは黄色。ライン番号は1。

### 二号線・ブロア・ダンフォース線
1966年に開業し最近では1980年に拡張。トロントを東西に跨る。ラインカラーは緑。ライン番号は2。東端は2023年に廃止された3号スカボロー線の区間を通ってシェパードイースト駅までの延伸区間の建設が進められている。

### 四号線・シェパード線
2002年に開業。ラインカラーは紫。ライン番号は4。

## 建設・計画中路線

### 三号線・オンタリオ線
オンタリオ線（Ontalio_Line）は2022年に建設開始された路線で1号線、2号線、4号線と同じタイプとなる。2030年に開通予定。エグリントン線のScience Centre駅とGOトレインのレイクショア・ウェスト線の発着駅であるExhibition駅を結ぶ。
トロント地下鉄の地下路線はもともとクイーン通りの地下を走る路面電車として計画されたもので（後の1964年には電車を用いたフル規格の地下鉄として開業している）、ハンバー・ループからグリーンウッドの間をカーブしてブロア・ダンフォース線と接続するというものだった。建設は一部で始まっていて、ヤング通りとクイーン通りの地下には建設途中の駅が未だ残っており、またヤング通りのオスグッド駅の地下には駅準備工事の跡を見ることができる。新たにこの部分の遺構を利用してオンタリオ線として建設されることとなった。廃線となったスカボロー線に変わって3号線の番号が与えられる。

### 五号線・エグリントン線
建設中路線でLRTタイプ。路線の半分は地下区間を走る。2024年開業予定。ラインカラーはオレンジ。ライン番号は5。

### 六号線・フィンチ-ウェスト線
フィンチ-ウェスト線（Finch West_Line）は建設中路線でLRTタイプ。2024年開業予定。ラインカラーはシルバー。ライン番号は6。超低床電車のシタディス・スピリットが導入予定。

### その他の延伸計画
ヤング・ユニヴァーシティ線、ブロア・ダンフォース線、スカボロー線、シェパード線それぞれに延伸計画がある。
その他、ジェーンLRT、ウォーターフロント・ウェストLRT、イーストベイフロントLRT等の建設計画があり、既存の市電のLRT路線化も含めて様々な計画が持ち上がっている。

## 廃止路線
三号線・スカボロー線は二号線・ブロア・ダンフォース線の東端が始点で、McCowanとKennedy間を結ぶ路線として1975年に開業。一部の線路が高架化されている新交通システムだった。老朽化やコストの問題、2030年頃にダンフォース線が延伸することなどから、2023年に11月廃止予定とされていたが、脱線により2023年7月に前倒しで廃線となった。ラインカラーは青。ライン番号は3だった。

## 車両
地下鉄3路線で合計858台の車輌がある。シェパード線は4両編成、ヤング・ユニヴァーシティ・スパダイナ線およびブロア・ダンフォース線では6両編成で運用されている。地下鉄3路線をつなぐ連絡線があり、技術も共用している。
トロントロケットと言う最新型車両は2011年に納入された。しかし、T1と呼ばれる1995年に納入した車両が主力車両である。それ以前の1970年代から1980年代に製造された旧式の車両は2014年に運営から退いた。

## 営業時刻
- 平日/土曜日　6:00AMごろ - 1:30AMごろ
- 日曜日　9:00AMごろ - 1:30AMごろ

地下鉄全線は毎日運行されており、運行時間は概ね午前5時45分から翌日午前1時30分までである（最終列車は上下線ともに概ね午前1時45分に走る。）。日曜日は別ダイヤであり、始発は午前9時である。終電後は、線路のメンテナンスや駅整備のために駅に立ち入ることはできない。深夜帯はブルーナイトネットワーク（Blue Night Network）路線と呼ばれる深夜バスが運行されているので、そちらを使用することとなる。それらのバスには300番台の番号が振られており、深夜バスの停留所には通常のバス停に青帯が付されていたり、同じデザインの色違い（青色）のものが置かれていたりする。

## その他
トロント地下鉄はしばしばニューヨーク地下鉄として映画では撮影される。映画『サブウェイ・パニック』の1998年版などがそうである。